# José Nicolau Born
José Nicolau Born (Desterro, 24 de julho de 1899 – Rio de Janeiro, 22 de maio de 1966) foi um engenheiro e político brasileiro. Filho de José Nicolau Born e de Florinda Vieira Born. Casou com Gualberta Guimarães Born.
Foi eleito deputado classista à Assembleia Legislativa de Santa Catarina, participando da 1ª Legislatura (1935-1937).